# Риги (горный массив)
Риги (нем. Rigi) — горный массив в центральной Швейцарии, относится к Альпам. Риги расположена между Цугским и Люцернским озёрами, на границе кантонов Люцерн и Швиц. Ближайшие крупные населённые пункты (расположены у подножия горы) — Гольдау и Вицнау. Высота — 1797 м над уровнем моря. На склонах расположено несколько небольших деревень и отдельно стоящих хуторов.

## Транспорт и туризм
Риги популярна среди туристов. По склонам горы проложены многочисленные маршруты для прогулок, по которым можно добраться от подножия до вершины горы. На вершине горы расположен отель. Зимой по склонам Риги катаются на лыжах.
На вершину горы ведут две горные железные дороги:
- Из Вицнау: Vitznau-Rigi-Bahn. Эта дорога считается самой старой горной железной дорогой Европы, она была открыта 21 мая 1871 года.
- Из Голдау: Arth-Rigi-Bahn. Эта железная дорога была открыта 4 июня 1875 года. В 1907 году она стала первой электрифицированной горной железной дорогой в мире.

Из Веггиса на гору ведёт канатная дорога Luftseilbahn Weggis — Rigi Kaltbad (LWRK), открыта в 1968 году.
Обе железные дороги и канатная дорога эксплуатируются фирмой Rigi Bahnen AG.

## Риги в искусстве
- В XIX веке в Швейцарии получила распространение «Песня Риги» (нем. Rigilied, начальная строчка: "Wo Lüzern uf Wäggis Zue…"), первоначально сочинённая Иоганном Люти[нем.] и впоследствии породившая много разновидностей[2]. Посетивший в июле 1857 года Люцерн Л. Н. Толстой слышал один из вариантов этой песни в исполнении странствующего артиста из Арговии и привёл его русский перевод в своём рассказе «Из записок князя Д. Нехлюдова. Люцерн»[3].
- Несколько картин с видами Риги написал английский художник Джозеф Тёрнер (картины The Blue Rigi и Lake of Lucerne, Sunrise)
- Восхождению на гору Риги посвящена глава из книги Марка Твена A Tramp Abroad.